# Body & Soul (Rick Astley)
Body & Soul è il quarto album in studio del cantante britannico Rick Astley, pubblicato nel 1993.

## Tracce
1. The Ones You Love – 4:40
2. Waiting for the Bell to Ring – 4:53
3. Hopelessly – 3:34
4. A Dream for Us – 6:07
5. Body and Soul – 4:09
6. Enough Love – 4:07
7. Nature's Gift – 4:26
8. Remember the Days – 3:57
9. Everytime – 4:53
10. When You Love Someone – 4:14